# Pedro Eanes Solaz
Pedro Eanes Solaz (También, Pero Eanes Solaz, Pedr’ Eanes Solaz y Pedro Anes Solaz) fue un trovador gallego del siglo XIII.

## Biografía
No se conserva ningún dato biográfico suyo. Se intuye su origen gallego, concretamente en Pontevedra, por una cantiga de amor en la que expresa su propio enamoramiento y contiene referencias a un convento de Nogueira.

## Obra
Se conservan 7 obras: 4 cantigas de amor y 3 cantigas de amigo. Una de sus mayores contribuciones a la lírica gallego-portuguesa es la frase “edoi lelia doura”, a la que Rip Cohen y Federico Corriente le atribuyen origen árabe y traducen como: Y hoy me toca a mí. Este poema fue versionado por José Mário Branco y Amancio Prada.